# Meryem Sellami
Meryem Sellami, née en 1982 en Tunisie, est une socio-anthropologue tunisienne, enseignante, auteure d'essais et chercheuse associée au laboratoire Dyname, CNRS/Université de Strasbourg (CNRS-UDS).
Elle est l'auteure ou a participé à plusieurs essais notamment Adolescentes voilées : du corps souillé au corps sacré (publié en 2014) et Jeunes et djihadisme : les conversions interdites, ouvrage collectif publié en 2016. Elle a également écrit un roman, Je jalouse la brise du Sud sur ton visage, qui a obtenu le Prix découverte aux Comar d'or en 2023.

## Biographie
Meryem Sellami est née en 1982 en Tunisie. Elle est originaire du Sud tunisien. Elle étudie notamment à l'université de Strasbourg et y obtient un doctorat en sociologie en 2011.
Elle enseigne ensuite à la faculté des sciences humaines et sociales de Tunis, et est chercheuse, membre associée du laboratoire Cutures et sociétés en Europe (CNRS-UDS). Ses recherches portent en particulier sur le genre, le rapport au corps, la construction de l'identité et les conduites à risque des adolescents. Elle est l'auteure ou a participé à plusieurs essais, notamment Adolescentes voilées : du corps souillé au corps sacré (publié en 2014) et Jeunes et djihadisme : les conversions interdites, ouvrage collectif publié en 2016,. Elle a également écrit un roman, Je jalouse la brise du Sud sur ton visage,, qui a obtenu le Prix découverte aux Comar d'or 2023.